# Кириленко, Сергей Владимирович
Сергей Владимирович Кириленко (укр. Сергій Володимирович Кириленко, позывной — Магистр; 9 октября 1999, Староконстантинов — 6 июля 2023, Жеребянки) — украинский военнослужащий, капитан, участник российско-украинской войны. Герой Украины (2024, посмертно).

## Биография
Сергей Кириленко родился 9 октября 1999 года в городе Староконстантинов Хмельницкой области. После окончания школы обучался в Каменец-Подольском лицее с усиленной военно-физической подготовкой, затем поступил в Национальную академию Государственной пограничной службы Украины имени Богдана Хмельницкого.
С началом полномасштабного вторжения России в Украину в 2022 году участвовал в обороне Мариуполя. В октябре 2022 года был назначен на должность в 10-й мобильный пограничный отряд «ДОЗОР».
6 июля 2023 года погиб в бою возле села Жеребянки Васильевского района Запорожской области. Похоронен на Аллее Славы кладбища в микрорайоне Раково города Хмельницкий.

## Награды
- Звание «Герой Украины» с удостоением ордена «Золотая Звезда» (28 июня 2024, посмертно) — за личное мужество и героизм, проявленные в защите государственного суверенитета и территориальной целостности Украины, верность военной присяге[1].